# Papilio diophantus
Papilio diophantus is een vlinder uit de familie van de pages (Papilionidae). De wetenschappelijke naam van de soort is voor het eerst geldig gepubliceerd in 1883 door Henley Grose-Smith.